# Éric Freymond
 (septembre 2022).
Pour les articles homonymes, voir Freymond.
Éric Freymond, né le 21 juin 1958 et mort le 23 juillet 2025 à Saanen, est un homme d'affaires, collectionneur d'art et mécène suisse issu de deux familles influentes[réf. nécessaire] de Suisse romande.

## Carrière

### Formation
À l’âge de 21 ans, Éric Freymond commence ses études de droit à l'université de Genève, en Suisse, et poursuit sa formation auprès de l’étude Haissly & Vodoz, au sein de laquelle il obtient son brevet d’avocat en 1986. Après l'obtention de son brevet d’avocat, il entreprend un parcours dans le domaine de la finance en se formant auprès d’institutions bancaires et financières tels que Vicker’s da Costa, à Londres, Jardine Flemings, à Tokyo, et Kidder Peabody, à New York.

### Carrière dans le monde de la banque et de la finance
En 1988, Éric Freymond rejoint la banque Ferrier, Lullin & Cie SA en tant gestionnaire de fortune de la clientèle privée européenne. Sept ans plus tard, il intègre le groupe de gestionnaires de fortune indépendants, Vernes et Associés.

### Semper Gestion SA
En 2001, il fonde sa propre société de gestion de fortune, la société Semper Gestion SA, qui se concentre sur la gestion de patrimoine d’une clientèle privée. La société va développer des antennes à Shanghai et à Londres.
Par le biais de Semper, Éric Freymond a pu développer son implication dans le monde du luxe, de l'associatif, ainsi que dans le domaine de l’innovation. C’est ainsi qu’il devient administrateur de « La Montres Hermès SA », investit dans le projet Solar Impulse[source secondaire nécessaire] et dans le développement de la société Wijet.
En 2014, Éric Freymond décide de se concentrer sur les investissements qu'il a entrepris et développer sa collection d’art. Il se retire de Semper Gestion SA.

### Fondation de Nicolas Puech
Éric Freymontd est le conseiller financier de Nicolas Puech, qui est partie dans une affaire qui oppose l'entrée du groupe LVMH à Hermès au début des années 2010,. Il est administrateur de sa fondation, rebaptisée Fondation Isocrate en 2022 et dont les nouveaux statuts restreignent le rôle décisionnaire de l'hériter Hermès.

## Investissement et mécénat

### L'espace Muraille
À la suite de son départ de Semper Gestion SA, Éric Freymond et son épouse décident de s’investir dans le développement d’un espace culturel entièrement consacré à l'art contemporain au cœur de la ville de Genève, l’espace Muraille.
En 2019, après cinq ans d’expositions, l’espace Muraille rejoint l’association genevoise Art en Vieille-Ville, qui regroupe une quinzaine de galeries d’art et trois musées genevois ; le musée Barbier-Mueller, le musée d’Art et d’histoire de Genève, et la fondation Baur.

### Alain Ducasse
Éric Freymond compte parmi les investisseurs de la holding de tête du groupe du chef cuisinier Alain Ducasse.

### Solar Impulse
En 2003, Éric Freymond devient le premier investisseur[réf. nécessaire] et soutien officiel du projet Solar Impulse de l'aéronaute Bertrand Piccard, qui a lancé le défi, avec son partenaire André Borschberg, de faire le tour du monde en avion solaire.
L'entreprise des deux pilotes suisses, aviateurs diplômés de l'école polytechnique fédérale de Lausanne, a permis de faire voler, de jour comme de nuit, un monoplace à moteurs électriques alimentés uniquement à l’énergie solaire.

### Wijet
En investissant dans le projet Wijet de Corentin Denoeud en 2009, Éric Freymond a contribué à promouvoir et démocratiser les services de ce qu’on appelle les « taxi-jets ». Wijet fit faillite en 2019.

### Projet Be.care
Éric Freymond investit dans le projet be.care, une plateforme de diagnostic médical préventif. Elle fait faillite en 2023.

## Affaires judiciaires

### Affaire Afflelou
Sa position en tant que fondateur et administrateur de Semper Gestion SA l’a amené à assumer une condamnation de Semper Gestion SA dans « l'affaire Afflelou » ,, entamée par l'Autorité des marchés financiers. Il est donc condamné en 2009 « pour manquement d’initié dans l’affaire Afflelou ». Dans cette affaire, l'Autorité des marchés financiers prononce à son encontre une sanction de 2,5 millions d'euros, qui sera confirmée en appel puis en cassation ; l'entreprise Semper Gestion écope elle d'une amende de 1,5 million d'euros.

### Affaire LVMH-Hermès
À la suite du différend opposant LVMH et Hermès, dans lequel il joue un rôle central en sa qualité de gestionnaire de fortune de Nicolas Puech, Éric Freymond fait l'objet d'une plainte en 2016 pour « faux et usage de faux » déposée en 2015 par Hermès. Le groupe lui reproche d'avoir fourni, au nom de Nicolas Puech, une déclaration de détention de titres inexacte : une partie des actions auraient été en réalité prêtée à LVMH pour lui permettre de mener son opération de rachat.  
En 2018, après ne pas avoir répondu aux convocations de la justice, il est intercepté à l'aéroport Paris-Charles de Gaulle et emmené au Tribunal judiciaire de Paris où la magistrate Charlotte Bilger, chargée de l'affaire, lui signifie officiellement qu'il est placé sous le statut de témoin assisté pour avoir « en sa qualité de gestionnaire de fortune disposant d'un mandat général, altéré frauduleusement la vérité d'un écrit ». L'année suivante, quelques semaines avant la clôture de cette instruction, il est mis en examen. 
En 2018, Éric Freymond assigne en justice le groupe LVMH et son président Bernard Arnault, en exigeant 380 millions d'euros pour les avoir aidés à monter au capital d'Hermès. Dans sa plainte, il contredit la version que LVMH a fourni aux enquêteurs de l'AMF et affirme que le groupe visait intentionnellement l'acquisition d'Hermès depuis 2002, contrairement à ce qu'il a toujours maintenu. En 2019, selon le média d'investigation Glitz, il reçoit finalement une partie de cet argent et retire sa plainte.

## Mort
Éric Freymond se suicide le 23 juillet 2025 à proximité de son chalet, à Saanen dans le canton de Berne. Selon deux de ses avocats, son geste s'explique par « la violence du soupçon » à son égard dans l'affaire Hermès.